# Manettia jörgensenii
Manettia jörgensenii är en måreväxtart som beskrevs av Paul Carpenter Standley. Manettia jörgensenii ingår i släktet Manettia och familjen måreväxter. Inga underarter finns listade i Catalogue of Life.